# Burhar
Burhar é uma cidade e uma nagar panchayat no distrito de Shahdol, no estado indiano de Madhya Pradesh.

## Geografia
Burhar está localizada a 23° 13′ N, 81° 32′ L. Tem uma altitude média de 482 metros (1581 pés).

## Demografia
Segundo o censo de 2001, Burhar tinha uma população de 17 746 habitantes. Os indivíduos do sexo masculino constituem 53% da população e os do sexo feminino 47%. Burhar tem uma taxa de literacia de 69%, superior à média nacional de 59,5%; a literacia no sexo masculino é de 75% e no sexo feminino é de 62%. 14% da população está abaixo dos 6 anos de idade.